# 54362 Restitutum
54362 Restitutum este un asteroid din centura principală de asteroizi.

## Descriere
54362 Restitutum este un asteroid din centura principală de asteroizi. A fost descoperit pe 27 mai 2000 la Anza, California de Michael Collins (astronom) și Minor White (astronom). Asteroidul prezintă o orbită caracterizată de o semiaxă mare de 2,64 ua, o excentricitate de 0,13 și o înclinație de 13,8° în raport cu ecliptica.